# Joseph Fouché
Joseph Fouché (Le Pellerin, 31 maggio 1759 – Trieste, 26 dicembre 1820) è stato un politico, diplomatico e rivoluzionario francese, statista protagonista della vita pubblica della Francia a partire dalla rivoluzione francese; fu, infatti, deputato giacobino alla Convenzione nazionale nel periodo della Rivoluzione e fervente rappresentante in missione con gli hébertisti – veste nella quale fu tra coloro che approvarono la pena di morte per il deposto sovrano Luigi XVI – e tra i più accesi fautori della repressione anti-monarchica e della secolarizzazione della Francia durante il Terrore.
Successivamente, per evitare accuse di estremismo, fu parte della congiura contro Robespierre pur mostrando posizioni ondivaghe durante il terzo periodo della Convenzione, avvicinandosi talora ai termidoriani e in altre occasioni ai montagnardi, non disdegnando frequentazioni anche dei neogiacobini del Club del Panthéon; approdò definitivamente su posizioni moderate dopo la chiamata di Paul Barras a suo collaboratore e agente segreto del governo.
La sua carriera politica proseguì come ministro di Polizia durante il Direttorio, il Consolato, l'Impero di Napoleone e - lasciato il bonapartismo e avvicinatosi al partito borbonico - la Seconda Restaurazione sotto il regno di Luigi XVIII, fratello del sovrano decapitato, anche se fu esiliato dalla Francia a seguito della legge emanata contro i regicidi nel 1816 su pressione degli Ultras. Morì in esilio nel 1820 a Trieste, all'epoca parte dell'Impero austriaco, lasciando al suo fedele amico Girolamo Bonaparte l'incarico di bruciare quante più carte del suo archivio privato egli potesse.
Coerente anticlericale e ateo, fu oppositore del concordato del 1801 siglato dallo Stato Pontificio con Napoleone Bonaparte, del quale Fouché non apprezzava le tendenze autocratiche, nonostante il titolo nobiliare da questi ricevuto nel 1809 di duca d'Otranto.
A Fouché furono accreditate postume doti di raffinatezza politica, conoscenza degli uomini e sangue freddo, capacità di ragionamento e visione nei momenti più complicati che si trovò ad affrontare.
Egli è considerato il fondatore della moderna polizia politica; erede della spregiudicata tradizione francese diplomatica inaugurata da Richelieu insieme al suo collega Talleyrand, Fouché fu, al pari del primo, fautore del realismo politico, che non disdegnava machiavellismi e trasformismi.
Costruì inoltre un'efficiente rete di agenti, informatori e spie, antesignano dei più moderni sistemi di sicurezza nazionale e modello per le successive polizie e servizi segreti.

## Biografia
(Descrizione giovanile di Fouché)

### I primi anni
Di umili natali, figlio di Julien Joseph Fouché (1719-1771) e Marie Françoise Croizet (1720-1793), proveniva da una famiglia di marinai e commercianti. Per la sua fragilità e la salute cagionevole fu inizialmente destinato alla carriera ecclesiastica. Entrato in seminario a Nantes, prese gli ordini minori, ma abbandonò i propositi di proseguire gli studi verso l'ordinazione avendo abbracciato le idee filosofiche dell'Illuminismo più radicale dal punto di vista religioso (d'Holbach, Helvétius, Diderot, La Mettrie, Meslier...), perso ogni fede ed essendo divenuto fortemente antireligioso.. Distintosi negli studi, pur provando profondo disprezzo verso la Chiesa cattolica divenne insegnante di matematica e latino presso vari collegi religiosi, tra cui Arras, dove ebbe modo di conoscere Maximilien Robespierre e Lazare Carnot. Rientrato a Nantes, fu tra gli animatori del locale club giacobino durante i primi anni della Rivoluzione francese e fu quindi eletto, per la regione della Loira inferiore, deputato alla Convenzione nel 1792. Come Talleyrand, ex vescovo, e Sieyes, ex prete, passò dalla condizione di religioso a rivoluzionario in poco tempo, potendo esprimere le proprie idee antireligiose apertamente. Per un periodo ebbe una relazione e un fidanzamento poi sciolto con Charlotte Robespierre, la sorella dell'Incorruttibile.

### Alla Convenzione
Inizialmente si schierò dalla parte dei moderati come i girondini, ma durante il processo a Luigi XVI (1793) votò per la condanna a morte del re, con tutta probabilità per evitare di finire proscritto. Si spostò quindi sulle posizioni radicali della Montagna durante il Regime del Terrore.
Inviato in missione nel suo dipartimento natale e in quello della Mayenne per supervisionare il reclutamento dei 300.000 coscritti destinati alla difesa della patria, assisté al diffondersi delle rivolte federaliste.

### Rappresentante in missione

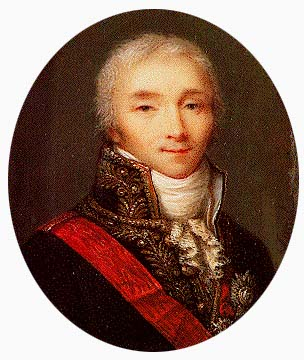
Joseph Fouché durante il periodo rivoluzionario

Sempre dalla parte della corrente momentaneamente dominante, si schierò dalla parte degli Hébertisti nel corso del 1793: nel dipartimento della Nièvre, dove è inviato in missione, vietò i servizi religiosi fuori dalle chiese e fece distruggere i segni esteriori, come le croci.
Sostenitore dell'ateismo e anticattolico, Fouché a Lione e provincia fece togliere inoltre ogni simbolo religioso in luogo pubblico, ossia dovunque fosse esterno alle chiese, e porre all'ingresso dei cimiteri, al posto delle croci o delle frasi latine cattoliche e bibliche, la scritta: "La morte è un sonno eterno" perseguitando i preti refrattari e vietando il celibato ecclesiastico; i rivoluzionari saccheggiarono e profanarono chiese, spoliarono edifici religiosi, e chiusero monasteri e conventi, spingendo preti, monaci e suore a sposarsi; infine Fouché arrivò quasi a vietare i servizi religiosi, a causa della mancanza di preti e chiese disponibili. Fouché sorvegliava personalmente se vi fosse esposizione di simboli anche durante i funerali, e in seguito si diede a diffondere l'ateismo anche attraverso le cerimonie iconoclaste e carnevalesche del culto della Ragione propugnato da Pierre-Gaspard Chaumette; lui e Fouché furono tra i principali sostenitori della scristianizzazione della Francia condotta attivamente e aggressivamente, contrariamente al deista Robespierre che farà votare invece il culto dell'Essere Supremo e la libertà di culto.
Fouché proibì la propaganda religiosa anche ai preti costituzionali nelle province in cui era proconsole e tenne molti discorsi pubblici contro i cattolici e la religione in generale; talvolta veniva promossa la distruzione di paramenti liturgici o di reliquie, oltre alla requisizione dei metalli preziosi delle chiese, e il rogo di libri sacri o canonici per la Chiesa.
(Fouché sulla Chiesa cattolica)
Promosse inoltre una politica di espropriazione dei ricchi, attraverso una tassa sulla ricchezza e requisizioni forzate: "Il vero repubblicano ha bisogno solo di ferro, pane e quaranta scudi di rendita", scrisse.
Assieme a Collot d'Herbois redasse infatti un manifesto radicale di intonazione quasi "socialista" che fece affiggere per tutta la città di Nantes, in cui si invitava a donare metalli preziosi nonché ferro e acciaio per le armi:
Tutto è permesso a coloro che agiscono secondo la Rivoluzione.

Per il repubblicano non esiste alcun pericolo, fuorché quello di non procedere di pari passo con le leggi della Repubblica.

Finché esisterà anche un solo infelice sulla terra, la Rivoluzione dovrà continuare la sua marcia in avanti.
La Rivoluzione è fatta per il popolo.

Il popolo è l’universalità dei cittadini francesi che fornisce uomini alla patria, difensori alle frontiere, cittadini che nutrono la società con il loro lavoro.
La Rivoluzione deve creare un popolo compatto; un popolo di uguali.

Non illudetevi! Per essere veramente repubblicano ed appartenere al popolo ogni cittadino deve operare su se stesso una rivoluzione integrale come quella che ha cambiato il volto della Francia.

Pertanto chi possiede più del necessario deve abbandonarlo.

La patria esige ogni sovrabbondanza per ridistribuirla equanimamente, esige per sé oro e argento, metalli vili e corruttori per accorparli al tesoro nazionale, esige laicità e dedizione alla Repubblica, esige ferro ed acciaio per far trionfare la Repubblica.

Applicheremo con severità l'autoritas conferitaci.

Libertà o morte!

Riflettete e scegliete!»

#### Il mitragliatore di Lione

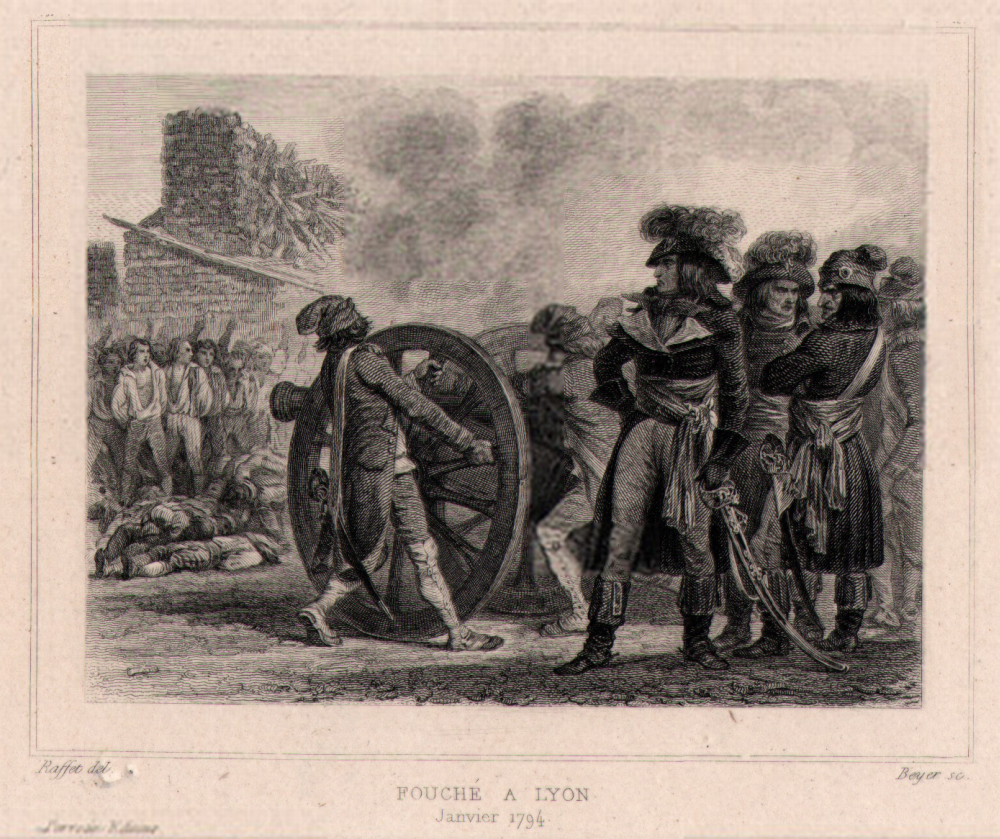
Fouché reprime la rivolta di Lione

Nello stesso anno, inviato dalla Convenzione con il collega a sedare la rivolta di Lione, che per decreto (12 ottobre 1793) doveva essere annientata, ad eccezione delle case dei poveri e dei rivoluzionari, si distinse per il suo zelo e la sua spietatezza, guadagnandosi il soprannome di Le mitrailleur de Lyon («Il mitragliatore di Lione»). L'uso del cannone a mitraglia per massacrare i rivoltosi sopravvissuti alla battaglia dei giorni precedenti (assedio di Lione) in sostituzione della ghigliottina, fu da lui così giustificato: "I re punivano lentamente, perché erano deboli e crudeli; la giustizia del popolo deve essere rapida come l'espressione della sua volontà". Tuttavia Fouché con le sue abilità oratorie riuscì a scaricare la colpa su Collot d'Herbois agli occhi dei lionesi. Contemporaneamente, Paul Barras e Napoleone Bonaparte espugnarono con gli stessi metodi Tolone.

### Rottura con Robespierre e i tentativi neo-giacobini
Con la caduta degli hebertisti, tuttavia, il vento era cambiato a Parigi e Fouché venne richiamato il 19 aprile 1794 insieme ad altri suoi colleghi (i cosiddetti "proconsoli") per dare conto delle misure eccessivamente dure con cui era stata condotta la repressione delle rivolte federaliste. In un primo momento Fouché riuscì a tenere testa alla accuse mossegli principalmente da Robespierre, venendo anche eletto presidente di turno del club dei Giacobini; ma l'11 giugno fu infine espulso dal club. "Io chiamo a giudizio Fouché: risponda, e dica chi fra lui e noi ha rappresentato con maggior dignità i diritti dei rappresentanti del popolo ed eliminato con maggior ardire tutte le fazioni", denunciò Robespierre.
Considerandosi compromesso, entrò nel complotto per abbattere il regime del Comitato di salute pubblica robespierrista, sfociato nel colpo di Stato del 9 termidoro, tra i moderati. Prese tuttavia le distanze dalla successiva svolta reazionaria di Barras e Fréron, e fu tra i promotori, insieme ad ex implicati come lui nel regime del Terrore, nonché neo-giacobini come François-Noël Babeuf (futuro promotore della congiura degli Eguali) dell'insurrezione del 12 germinale nell'aprile 1795. Arrestato su denuncia di Boissy d'Anglas il 9 agosto 1795, i disordini della ribellione realista del 13 vendemmiaio anno IV fermarono la sua probabile esecuzione; venne rilasciato in seguito a un'amnistia seguita all'entrata in vigore della Costituzione francese del 1795 ma cadde in disgrazia. Infine, tornò definitivamente a professare idee moderate.

### Il Direttorio e il Consolato

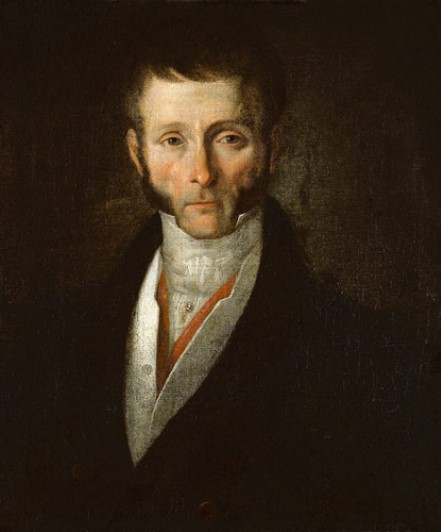
Joseph Fouché

Solo grazie ai buoni uffici del suo ex collega Paul Barras, divenuto presidente del nuovo organo esecutivo della repubblica, il Direttorio, venne riabilitato, e inviato prima a Milano come ambasciatore francese nel 1797, quindi nei Paesi Bassi per una missione segreta. Tornato a Parigi, nel 1799 fu nominato ministro di polizia, e tra i primi atti chiuse gli ultimi club giacobini come il Club del Maneggio. In quella veste, aiutò soprattutto Napoleone nel colpo di Stato del 18 brumaio (9 novembre) 1799 che eliminò l'istituto direttoriale sostituendolo col Consolato.
Riconfermato nel ruolo di ministro della polizia da Bonaparte, divenuto Primo Console e di fatto dittatore della Francia, sventò diversi complotti contro la sua persona, aumentando il suo prestigio e il suo peso politico. La notte di Natale del 1800 Napoleone sfuggì al grave attentato della rue Saint-Nicaise (anche noto come attentato della macchina infernale). Essendo avvenuto a breve distanza dalla cosiddetta "congiura dei pugnali" (10 ottobre), ordito da esponenti del movimento neo-giacobino, il pensiero di Napoleone andò subito alla sinistra, e ordinò una repressione esemplare dei residui del giacobinismo, nonostante che Fouché sostenesse qualche giorno dopo, a ragione, che gli ideatori del tentativo di assassinio del Primo Console erano realisti chouan, e ne producesse anche le generalità. Furono arrestati invece 133 giacobini, due terzi dei quali furono deportati ai primi di gennaio alle isole Seychelles e i rimanenti alla Caienna. Nello stesso mese i quattro attentatori mancati della congiura dei pugnali venivano ghigliottinati.
Temuto tuttavia proprio per il potere acquisito tramite la propria rete spionistica, nel 1802 Bonaparte lo congedò, con la scusa della necessità di abolire il Ministero di polizia, non più necessario nella nuova stagione di pace e concordia inaugurata con il Consolato, e con una generosa buonuscita legata alla nomina a senatore.. Richiamato nuovamente nel 1804 dallo stesso Napoleone a ricoprire la precedente carica, Fouché lo aiutò nella proclamazione dell'Impero e nella repressione di altri tentativi realisti. Napoleone si fidava comunque poco di lui, a causa del suo doppiogiochismo e facilità nel cambiare fazione.

### L'Impero: la fondazione dei servizi segreti
(Napoleone)

Ben presto Fouché si convinse che le basi dell'Impero napoleonico erano troppo fragili per reggere e iniziò a lavorare per assicurarsi un futuro nel caso di un rovescio nella fortuna del suo padrone. Convinto assertore, insieme a Talleyrand, della necessità che Napoleone si assicurasse una discendenza, lo sollecitò a più riprese a divorziare dalla moglie Giuseppina, sua ex confidente, ricorrendo subdolamente anche alla diffusione di voci in proposito. Tuttavia non era d'accordo con il matrimonio tra Napoleone e Maria Luisa d'Asburgo-Lorena. Ecco quanto gli scrisse Napoleone al proposito nel novembre 1807, quando spingeva per il divorzio: 
Nel marzo 1804 era stato indirettamente coinvolto in un fatto clamoroso, la cui responsabilità viene attribuita da molti al Talleyrand, se non altro come colui che lo ideò e lo consigliò a Napoleone: il rapimento nel Baden e l'esecuzione del duca d'Enghien (21 marzo 1804), noto émigré e nipote del comandante antirivoluzionario Luigi Giuseppe di Borbone-Condé. Fouché, onnipresente in quanto Ministro della Polizia, aveva smascherato l'intero complotto, ma si era opposto fermamente al rapimento (non tanto per spirito di umanità, quanto perché consapevole del danno diplomatico che sarebbe stato arrecato al regime da questo gesto). Pare che sia proprio dopo l'eco d'indignazione sollevata in Europa da questo evento (il duca di Enghien fu prelevato per ordine di Napoleone da un reparto di cavalleggeri appartenenti alla Guardia imperiale comandati dal generale Ordener nel paese di Ettenheim, nel Baden, violando apertamente la sovranità di uno Stato estero) che Talleyrand abbia pronunciato la famosa frase che in realtà è stata attribuita poi proprio a Fouché: «È stato peggio di un crimine, è stato un errore».

#### Le trattative diplomatiche segrete
Gratificato comunque - nonostante la sua sinistra reputazione di camaleonte (condivisa con Talleyrand), nonché di persona spietata ed intrigante - per la sua efficienza e abilità diplomatica dei titoli di conte dell'Impero nel 1808 e di duca d'Otranto nel 1809, fu tuttavia implicato quello stesso anno in un complotto per mettere sul trono Gioacchino Murat nel caso in cui Napoleone non fosse ritornato dalla sua campagna militare in Spagna. Riuscì comunque a mantenere la sua carica fino al 1810, quando venne nuovamente deposto perché sospettato di tramare con il Regno Unito, forse al fine di ottenere una pace separata: sarebbe infatti stato segretamente in contatto epistolare con Arthur Wellesley, il futuro duca di Wellington che avrebbe poi sconfitto Napoleone a Waterloo. Venne quindi sostituito da Savary.
Nominato governatore generale delle Province illiriche nel giugno 1813, dovette rientrare a Parigi pochi mesi dopo in seguito all'invasione da parte dell'Austria. Per evitare che restasse nella capitale con la possibilità che complottasse contro di lui per garantire il proseguire della carriera politica anche in caso di ritorno dei Borboni, Napoleone lo spedì a Napoli per convincere Murat a restare fedele alla causa dell'Impero, ma qui in realtà Fouché fu tra i principali sostenitori dell'alleanza tra il Regno di Napoli e l'Austria, che si realizzerà infatti di lì a poco, nonostante il successivo cambio di fronte nei cento giorni sarebbe costato la vita a Murat stesso.

### La Restaurazione
All'indomani dell'abdicazione di Napoleone, nel 1814, tornò a Parigi per sostenere l'ipotesi di una reggenza in nome del piccolo Napoleone II; ma, compreso che la volontà degli alleati era quella di restaurare sul trono i Borbone, si schierò dalla loro parte e si adoperò per affidare la luogotenenza del regno al conte d'Artois in attesa del rientro in patria di Luigi XVIII. Rifiutò tuttavia le lusinghe del nuovo sovrano, il quale, pur conoscendo il suo passato di regicida, lo avrebbe voluto nel governo per legarlo a sé e allontanarlo dal partito bonapartista. Nel 1815 Fouché sostenne infatti il tentativo di ritorno di Napoleone sul trono (i "Cento Giorni"), venendo ricompensato con la restituzione del dicastero della Polizia. Ma subito riprese a tradire gli interessi del suo padrone, e dopo la disfatta di Waterloo costrinse Napoleone all'abdicazione, venendo nominato dal Senato presidente del governo provvisorio.
Riconfermato ministro della Polizia, non lo rimase tuttavia a lungo: a seguito della legge del 1816, sollecitata dagli ultrarealisti tra cui il conte d'Artois, che infliggeva il bando a quasi tutti coloro che avevano votato la morte di Luigi XVI (esclusi Paul Barras e, per motivi di salute, Jean-Lambert Tallien), venne condannato all'esilio perpetuo assieme ad altri come Jacques-Louis David (come lui non rientrerà più in Francia) ed Emmanuel Joseph Sieyès.

L'opinione molto negativa del partito realista verso Fouché è ben espressa dallo scrittore François-René de Chateaubriand, ex militare sotto il duca d'Enghien, in quel periodo molto vicino al conte e membro del governo, che descrive la scena del giuramento come ministro di polizia:

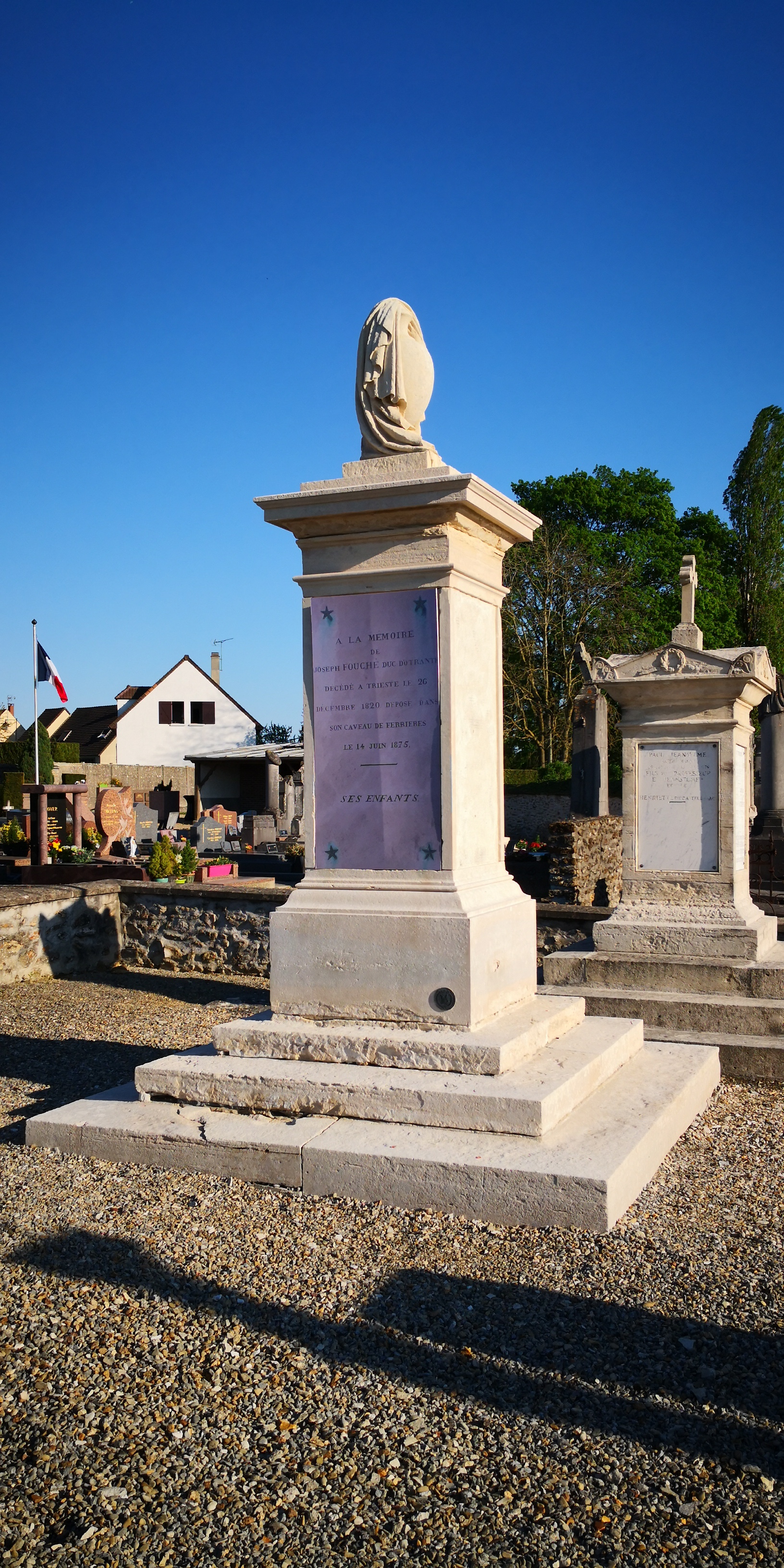
Tomba di Fouché a Ferrières-en-Brie.

Tuttavia tra i due trasformisti Talleyrand godeva della fiducia del re più di Fouché, e non fu mai esiliato anche perché non era membro votante all'epoca della condanna di Luigi XVI. L'ex vescovo fu difatti assieme a Klemens von Metternich il principale regista del Congresso di Vienna.
Respinto dalle corti europee a causa della sua screditata fama, Fouché dovette invece ritirarsi a vita privata e accontentarsi dell'esilio prima a Praga e poi in Italia del nord sotto la sovranità dell'Impero austriaco, concessogli da Metternich dopo che anche la Svezia di Bernadotte gli rifiutò l'ingresso; alcune testimonianze indicano che l'ex seminarista si riavvicinò alla religione cattolica nei suoi ultimi mesi di vita, e si pentì di tutti i suoi crimini rivoluzionari e napoleonici; morì a Trieste il 26 dicembre 1820, alle tre del pomeriggio, all'età di 61 anni, a causa di problemi polmonari; lasciò in eredità ai suoi figli più di sei milioni di franchi, somma considerevole per quell'epoca.
La salma verrà poi riportata in Francia e inumata nel cimitero di Ferrières-en-Brie.

## Appartenenza massonica
Fouché fu iniziato in Massoneria nella Loggia Sophie-Madeleine-Reine de Suède di Arras nel 1789, tra il 1805 e il 1810 è membro della loggia Les Citoyens réunis (diventata poi Les Coeurs unis) di Melun e dal 1805 al 1813 è menzionato come grande ufficiale d'onore e gran conservatore della gran loggia simbolica generale del Grande Oriente di Francia.

## Giudizio storico
L'Enciclopedia italiana descrive Fouché così:
(Articolo di R. Palmarocchi)
Stefan Zweig ha dedicato al politico francese una biografia:
(Stefan Zweig, Fouché. Ritratto di un uomo politico)
Honoré de Balzac lo fa descrivere da un suo personaggio come
(Balzac, Un tenebroso affare)

## Matrimoni e discendenza
Joseph Fouché sposò nel 1792 Bonne-Jeanne Coignaud dalla quale ebbe:
- Nièvre Fouché (1793-1794)
- Joseph-Liberté Fouché (1796-1862) 2º duca d'Otranto
- Armand Fouché (1800-1878), 3º duca d'Otranto
- Athanase Fouché (1801-1886), 4º duca d'Otranto
- Joséphine-Ludmille Fouché (1803-1893)

Rimasto vedovo, Joseph Fouché sposò nel 1818 Gabrielle-Ernestine de Castellane, dalla quale non ebbe figli.
Virginie Coupérie, moglie dal 1985 del cantante francese Julien Clerc, discende da Fouché.

## Opere
Fouché scrisse alcuni pamphlet e opere cronachistiche
- Réflexions sur le jugement de Louis Capet (1793)
- Réflexions sur l'éducation publique (1793)
- Rapport et projet de loi relatif aux colleges (1793)
- Rapport sur la situation de Commune Affranchie Lyons (1794)
- Lettre aux préfets concernant les prétres, etc. (1801)
- Lettre au duc de Wellington e altre corrispondenze del 1815 (1817)

## Armoriale
|  | Conte dell'Impero francese (24 aprile 1808) «D'azzurro alla colonna d'oro, accollata a un serpente del medesimo, accompagnata da cinque ermellinature d'argento (2, 2 e 1); al cantone di conte ministro dell'Impero francese» |
|  | 1º duca d'Otranto e dell'Impero (15 agosto 1809) «D'azzurro alla colonna d'oro, accollata a un serpente del medesimo, accompagnata da cinque ermellinature d'argento (2, 2 e 1); al capo dei duchi dell'Impero francese».      |

## Cultura di massa
Fouché figura tra i personaggi di Un tenebroso affare di Honoré de Balzac, un romanzo noir ante litteram del 1841 ambientato nei primi anni del XIX secolo.
L'inglese Joseph Conrad, invece, ne fece un personaggio del suo racconto Il duello (1907), descrivendolo come colui che salvò Féraud, uno dei protagonisti, dalle liste di proscrizione stilate dopo la caduta dell'Impero di Napoleone.
A tale ultimo racconto si ispirò Ridley Scott per il suo film del 1977, I duellanti (1977), in cui Fouché fu interpretato dall'attore inglese Albert Finney.
Il fumettista Max Bunker ideò nel 1973 la serie a puntate Fouché, disegnata da Paolo Piffarerio, successivamente raccolta in una pubblicazione unica.
Lo sceneggiatore e drammaturgo Federico Zardi, nel suo I grandi camaleonti scritto nel 1964 per la televisione, disegnò un Fouché trasformista per adattarsi al nuovo corso politico post-rivoluzionario (da cui il nome dello sceneggiato che allude alla mutevolezza d'aspetto del camaleonte), interpretato sul piccolo schermo da Raoul Grassilli.
Édouard Molinaro mise in scena nel 1992 i personaggi di Talleyrand e Fouché, interpretati rispettivamente da Claude Rich e Claude Brasseur, nel suo film A cena col diavolo, tratto dalla pièce teatrale Le souper di Jean-Claude Brisville.
Più tardi, nel 2002, fu Gérard Depardieu a impersonare il ministro di Polizia nella miniserie Napoléon basata su un saggio storico di Max Gallo e coprodotta da una serie di Paesi tra cui Francia e Italia.